# Jacques Pourtau
Jacques Pourtau (ur. 12 listopada 1935 w Tarnos) – francuski zapaśnik walczący w stylu klasycznym. Olimpijczyk z Rzymu 1960, gdzie zajął piąte miejsce w kategorii 67 kg.